# Nonkonzeptualismus
Der Begriff Nonkonzeptualismus (lat. conceptus: Allgemeinbegriff) bezeichnet innerhalb der Debatte um die begriffliche Fassbarkeit von Wahrnehmungsinhalten den Standpunkt, dass diese unsere Begriffe übersteigen und somit nicht vollkommen begrifflich fassbar sind. So kann man zum Beispiel nicht jeden einzelnen Rotton benennen, den man beim Betrachten einer reifen Tomate erfährt. Die Wahrnehmung scheint also feinkörniger zu sein als unsere sprachlichen Möglichkeiten, Wahrnehmungsinhalte zu beschreiben.
Akzeptiert man jedoch demonstrative Begriffe, wie zum Beispiel „dieser Farbton“, und gibt sich damit zufrieden, dass man die einzelnen Farbtöne zumindest kurzzeitig wiedererkennen kann, so kann man behaupten, der Inhalt der Wahrnehmung übersteige die Begriffe nicht und sei somit doch begrifflich. Dabei variieren allerdings auch die Auffassungen davon, was es überhaupt bedeutet, zu behaupten, etwas sei begrifflich oder nicht-begrifflich.